# هنر گام زمان (آلبوم)
هنر گام زمان نام یک آلبوم موسیقی با آهنگسازی محمدرضا لطفی و همکاری گروه همنوازان شیدا می‌باشد.خواننده این اثر علیرضا فریدون‌پور است و تنظیم این کار را حمیدرضا مرتضوی بر عهده داشته است. آهنگ‌های این آلبوم پیش از انتشار این آلبومِ استودیویی، اولین بار در یک کنسرت به نام کنسرت هنر گام زمان اجرا شده بودند. خود این کنسرت به صورت کامل نیز مدتی بعد با همین نام (کنسرت هنر گام زمان) توسط موسسه فرهنگی و هنری آوای شیدا منتشر شد.